# Ahmed af Jerusalem
Ahmed af Jerusalem er en dansk dokumentarfilm fra 2016 instrueret af Anna Steen Hansen.

## Handling
Israelere og palæstinensere har været i konflikt med hinanden i snart 70 år, og i bedste tilfælde passer de hver sit og undgår kontakt. Men nu må det være slut, mener Ahmed. Sammen med sin israelske ven Oren prøver han at få israelere og palæstinensere til at møde hinanden oppe på Jerusalems tage i ingenmandsland. Men det er ikke så nemt, og Ahmed møder modstand fra både israelere og sit eget bagland.

## Medvirkende
- Ahmed Maswadeh
- Oren Feld
- Shahnaz Maswadeh
- Huthayfa Sinnawi